# Việt Nam Quang Phục quân
Việt Nam Quang Phục quân (chữ Hán: 越南光復軍), hay Quang Phục quân (chữ Hán: 光復軍), là tên gọi lực lượng vũ trang của Việt Nam Quang Phục Hội hoạt động từ trước Chiến tranh thế giới thứ nhất đến năm 1940.

## Lịch sử
Việt Nam Quang Phục quân được thành lập sau vụ ném tạc đạn khủng bố vào năm 1913, những hoạt động chủ yếu diễn ra ở khu vực biên giới Việt-Hoa. Quang Phục quân có sách nội quy với tên Quang Phục quân Phương lược hơn 100 trang do Phan Bội Châu và Hoàng Trọng Mậu soạn.

### Đánh đồn Tà Lùng
Việt Nam Quang Phục quân hoạt động dưới sự lãnh đạo của Nguyễn Thượng Hiền. Tháng Ba năm 1915, Quang Phục Hội lại mở cuộc tấn công đồn Tà Lùng ở Cao Bằng nhưng thất bại. 

### Phá ngục Lao Bảo
Ngày 28 tháng 9 năm 1915, tù nhân Lao Bảo, chủ yếu là các thành viên của Việt Nam Quang Phục Hội, Duy tân Hội,... do Liêu Thanh và Hồ Bá Kiện chỉ huy đã nổi dậy. Tù nhân khoảng 200 người giết lính canh, phá gông cùm, cướp vũ khí, rồi rút chạy và tan rã.

### Mưu khởi nghĩa ở Trung Kỳ
Năm 1916 các ông Trần Cao Vân & Thái Phiên toan khởi nghĩa ở Huế và Quảng Nam sau khi liên lạc được với Duy Tân hầu đưa nhà vua ra quân khu dựng cờ chống Pháp nhưng việc vỡ lở. Vua Duy Tân bị đày sang Réunion. Các ông Thái Phiên, Trần Cao Vân, Phạm Hồng Cương, Phan Thành Tài đều bị hành quyết.( vụ mưu khởi nghĩa ở Huế )

### Binh biến Thái Nguyên
Lương Ngọc Quyến, Quân vụ Ủy viên của Hội khi bị giam ở Thái Nguyên, vận động được một số cai đội của trại lính khố xanh người Việt nổi dậy, chống lại sĩ quan người Pháp rồi truyền hịch kêu gọi hưởng ứng. Trịnh Văn Cấn cầm đầu cuộc khởi nghĩa nhưng chỉ được năm ngày thì chính quyền Bảo hộ đem quân phản công, dẹp tan. Tuy thất bại, cuộc Khởi nghĩa Thái Nguyên cho thấy trong một đêm quân đội Pháp có thể bị đánh bại nếu cách tổ chức được giữ kín và có quy củ.

### Rã ngũ
Sau khi Phan Bội Châu bị chính quyền thực dân Pháp bắt vào năm 1925, tổ chức Hội tan vỡ, Quang Phục quân vẫn tiếp tục tồn tại, nhưng không gây được tiếng vang nào. Đến năm 1940 thì chấm dứt hoạt động sau những cuộc trấn áp cương quyết của chính quyền bảo hộ.